# Patrice Sulpice
Patrice Sulpice (* 5. Juli 1974 in Aix-les-Bains) ist ein ehemaliger französischer Bahnradsportler.

## Karriere
1993 wurde Patrice Sulpice Dritter bei den französischen Bahnmeisterschaften im Keirin, im Jahr darauf Zweiter. Gemeinsam mit Florian Rousseau und Hervé Thuet gewann er 1995 im Teamsprint sowie im Sprint und im Keirin Läufe des ersten Bahnrad-Weltcups und führte in der Rangliste.

## Der „Fall Sulpice“
Am 22. September 1995, bei den Bahn-Weltmeisterschaften in Bogotá, stürzte der damals 21-jährige Sulpice während des letzten Trainings schwer, nachdem er mit einem anderen französischen Fahrer, Frédéric Lancien, zusammengeprallt war.
Es dauerte zwei Stunden, bis ein geeignetes Krankenhaus gefunden wurde. Während einer Operation erhielten die kolumbianischen Chirurgen telefonische Unterstützung durch den Arzt von Sulpice in Frankreich. Danach blieb Patrice Sulpice gelähmt und nutzt einen Rollstuhl.
Nach zwölf Jahren juristischer Auseinandersetzungen wurde der französische Radsportverband Fédération Française de Cyclisme (FFC) 2007 dazu verurteilt, ihm 1,35 Millionen Euro Schmerzensgeld zu zahlen, was für den FFC weitreichende finanzielle Konsequenzen hatte und den Verband an den Rand der Zahlungsunfähigkeit brachte. Als Gründe für seine Entscheidung nannte das Gericht eine nicht ausreichende Versicherung des Fahrers durch den französischen Verband sowie die mangelhafte Abstimmung von Trainingszeiten auf der Bahn in Bogotá.
Patrice Sulpice verarbeitete sein Schicksal in dem 2002 erschienenen Buch Etre ou ne pas être, j'ai choisi (frz. = Sein oder nicht sein, ich habe gewählt).